# Богарт, Эрнест Ладлоу
Эрнест Ладлоу Богарт (англ.  Ernest Ludlow Bogart; 16 марта 1870, Йонкерс, штат Нью-Йорк, США — 1958, США) — американский экономист, эмерит профессор экономики Иллинойсского университета, президент Американской экономической ассоциации в 1931 году.

## Биография
Эрнест родился 16 марта 1870 в Йонкерсе, штат Нью-Йорк.
Богарт поступил в 1886 году и в 1890 году получил степень бакалавра искусства в Принстонском университете, в 1891—1893 годах был учителем английского в Хиллман Академии в Уилкс-Барре в штате Пенсильвания.
В 1896 году получил степень магистра искусств в Принстонском университете, докторскую степень по философии Богарт получил в 1897 году в Галле-Виттенбергском университете.
В 1896—1897 годах преподавал социологию в Принстонском университете. В 1898 году был ассистентом профессора экономики и социологии в колледже Смита.
В 1898—1900 годах был ассистентом профессора экономики и социологии в Индианском университете, в 1900—1905 годах преподавал в Оберлинском колледже. В 1906—1909 годах ассистент профессора экономики, а в 1909—1941 годах профессор экономики в Принстонском университете.
Дополнительно Эрнест Богарт в 1919—1920 годах был профессором банковского дела и финансов в Школе дипломатической службы Джорджтауна, в 1920—1938 годах заведующий кафедры экономики Иллинойсского университета, в 1929—1930 годах профессор экономики в Клермонтского колледжа, на летних сессиях был приглашенным профессором в Колумбийском университете, в Калифорнийском университете, в Техасском университете и в университете Южной Калифорнии. В 1938 году ушёл в отставку, став эмерит профессором Иллинойсского университета.
Во время Первой мировой войны в 1918 году был членом комитета по государственной информации, затем в 1918 году в бюро исследований Торговой палаты США, в 1919—1920 годах региональным экономистом и советником по внешней торговли в Государственном департаменте США. С 1920 года в консультационном совете Национальной Экономической лиги, в 1920 году делегат Государственного департамента США на съезде Внешнеторгового Совета, с 1924 года в консультационном комитете Ассоциации стабильных денег, в 1933 году в комитете по денежно-кредитной политике в Торговой палате США, в 1933 году в правительственной комиссии по безработице, с 1934 года в национальной денежной комиссии экономистов.
Богарт являлся членом Национальной ассоциации парка, членом Эконометрического общества, членом Американской статистической ассоциации, членом Ассоциации внешней политики, членом Ирано-Американской Ассоциации, в 1922—1923 годах советник Иранского правительства, а также членом и президентом в 1931 году Американской экономической ассоциации, член общества Фи Эта Каппа, общества Бета Гамма Сигма, общества Дельта Сигма Пи и Фи Каппа Эпсилон.